# Max Gerbaulet
Max Gerbaulet (* 28. Februar 1864 in Münster; † 20. Dezember 1949 in Vohren) war ein deutscher Verwaltungsjurist und Landrat des Kreises Warendorf.

## Leben
Max Gerbaulet wurde als Sohn der Eheleute Ferdinand Gerbaulet und Sophie Druffel geboren, die aus einer ursprünglich französischen Beamtenfamilie stammten. Nach dem Abitur am 24. März 1882 am Gymnasium Münster studierte er an den Universitäten Universität Freiburg im Breisgau, Universität München und Universität Berlin Rechtswissenschaften. Seine Prüfung zum Gerichtsreferendar beim Oberlandesgericht Köln bestand er am 31. Oktober 1885 mit „ausreichend“, ebenso die Prüfung zum Regierungs-Assessor am 25. April 1891. Vom 1. April 1882 bis Ende März 1883 leistete er als Einjährig-Freiwilliger seinen Militärdienst im 5. Badischen Infanterie-Regiment Nr. 113 und war hier Premierleutnant. Am 9. November 1885 wurde er zum Gerichts-Referendar beim Oberlandesgericht Hamm ernannt und wechselte am 28. März 1888 als Regierungs-Referendar zur Regierung Gumbinnen. Am 14. Mai 1891 zum Regierungs-Assessor ernannt, wurde er am 17. Juni 1891 an den Landrat des Kreises Münster überwiesen. Drei Jahre später, am 16. Juni 1894, trat er in das Kollegium der Regierung Münster ein und übernahm am 1. August 1899 die kommunale Verwaltung des Landratsamtes Kreis Warendorf. Der Kreistag bat am 26. Januar 1900 einstimmig um seine Ernennung zum Landrat des Kreises Warendorf. Dieser Beschluss wurde am 14. März 1900 mit der definitiven Ernennung zum Landrat des Kreises Warendorf umgesetzt. Wegen Erreichens der Altersgrenze trat Gerbaulet  am 1. April 1929 in den Ruhestand.
Er war Mitglied des Provinziallandtages sowie des Provinzialausschusses und seit 1919 Mitglied der Zentrumsfraktion im Provinziallandtag.
Max Gerbaulet heiratete am 29. Mai 1893 in Vohren Franziska Scheffer-Boichorst.
Gerbaulet hatte zwei ältere Brüder Gustav (* 11. Oktober 1859) und Karl-August (* 20. November 1862) sowie eine ältere Schwester Eugenie (* 11. Februar 1861).

## Ehrungen
- Landwehrdienstauszeichnung I. Klasse
- Roter Adlerorden IV. Klasse
- Charakterisierung als Geheimer Regierungsrat
- Eisernes Kreuz II. Klasse am weiß-schwarzen Band